# Tom Evenson

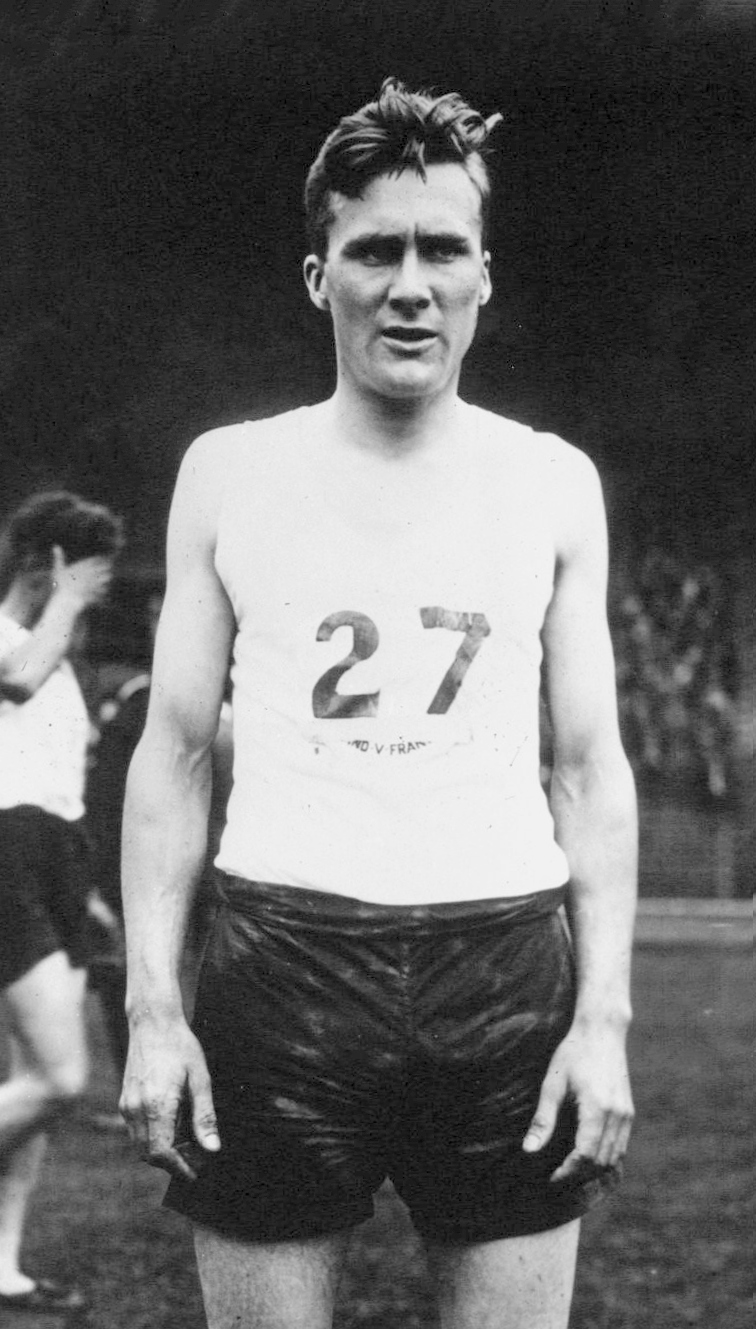
Tom Evenson 1933

Tom Evenson (eigentlich Thomas Evenson; * 9. Januar 1910 in Manchester; † 28. November 1997 ebenda) war ein britischer Langstrecken- und Hindernisläufer.
1930 und 1932 siegte er beim Cross der Nationen, und 1933 wurde er nationaler Meister im Crosslauf.
Auf der Bahn gewann er bei den British Empire Games, für England startend, 1930 in Hamilton Bronze über sechs Meilen und 1934 in London Silber über zwei Meilen Hindernis. Ebenfalls über zwei Meilen Hindernis wurde er 1931, 1932 und 1936 britischer Meister.
Zweimal startete er bei den Olympischen Spielen, jeweils über 3000 m Hindernis. 1932 in Los Angeles gewann er in einem Rennen, das aufgrund eines Irrtums des Rundenzählers tatsächlich über 3460 m ging, die Silbermedaille, und 1936 in Berlin schied er im Vorlauf aus.
Tom Evenson startete für die Salford Harriers.